# Maison Carrée
Maison Carrée (što na francuskom znači „Kvadratna kuća“) u Nîmesu (rimski Nemausus) jedan je od najbolje očuvanih hramova Rimskoga Carstva i vjerojatno najbolje očuvani hram Augustova doba.

## Arhitektonske odlike
Po arhitektonskoj konstrukciji, riječ je o korintskom heksastilnom pseudoperipteru na visokom podiju (2,85 m), koji je izgrađen po uzoru na nekoliko godina ranija zdanja podignuta u samom Rimu.
Osobito velika sličnost postoji između korintskih kapitela ovoga hrama i korintskih kapitela Hrama Marsa Ultora na Augustovu forumu u Rimu, te između vegetabilnih ornamenata vijenca, friza i kazetiranog stropa ovoga hrama i vegetabilnih ornamenata glasovite rimske Ara Pacis.
Hramu na visokom podiju pristupa se širokim stubištem. Dužina hrama približno je duplo veća od njegove širine  (26,42 x 13,54 m). 
Heksastilni pronaos dubok je tri traveja i ukrašen prekrasnim kamenim kasetiranim stropom. 
Pravokutna cela koja zauzima cijelu širinu podija uzdužno je položena, te u nju svjetlost ulazi samo kroz vrata.
Korintski stupovi hrama vrlo su profinjene izrade, te akantusovo (primogovo) lišće njihovih kapitela nije onako oštro kao što je to slučaj kod njihovih grčkih preteča.
Vijenac hrama prividno se oslanja na ukrasne modiljone, male konzole koje su imale isključivo ukrasnu funkciju, a prvi puta se javljaju na Regiji na Rimskom forumu, restauriranoj 36. g. pr. Kr., te predstavljaju jednu od prvih tendencija k razvoju rimskoga baroka, čije odlike uočavamo i na frizu.
Vrh i rubove zabata hrama, kao i ogradu stubišta, izvorno su vjerojatno ukrašavale skulpture (akroteriji), što je u to vrijeme bio čest običaj.
Trg na kojem se hram nalazi izvorno je bio s tri strane okružen trjemovima sa stupovima. Ti trijemovi su bili blago uzdignuti nad popločanjem trga, dok četvrta strana trga, ona uz koju se nalazio hram, nije imala trijem, te je bila plitke polukružne osnove. Ovakav scenično komponiran forum bio je sretno rješenje koje će, ovisno o okolnostima i ukusu, u različitim inačicama biti slijeđeno i u drugim gradovima Rimskog Carstva.
Svojim dominantnim položajem u osi trga, te uzastopnim nizanjem stuba, pronaosa i cele, hram Maison Carrée je u cijelosti orijentiran prema trgu, što je odlika rimskih hramova od samoga početka. 
Takav koncept, tzv. temenos, koji odražava ideju „božje vlasti“ koja se širi izvan njegove kuće (hrama), osobito je bio raširen u helenizmu. Rimljani su taj koncept spojili s također grčkim konceptom agore, čime je nastala tipično rimska sinteza - forum, čiji jedan od najranijih tipičnih primjera nalazimo u Pompejima, te ovdje u Nîmesu.

## Povijest gradnje
Hram Maison Carrée je izvorno bio podignut u sklopu Augustovog programa obnove vjerskoga života Carstva, umnogome zamrlog tijekom burnih desetljeća građanskih ratova.
Podigao ga je – kako je to otkriveno na osnovi rupa u kamenu entablature za koje su bila pričvršćena brončana slova posvetnoga natpisa – Augustov zet Marko Vipsanije Agripa u čast Rome i Augusta, ali je nedugo nakon njegove smrti 12. g. pr. Kr. dedikacija promijenjena, te je hram posvećen kultu Agripinih dvaju sinova, Gaju Cezaru i Luciju Augustu, koje je August posinio određujući ih time za svoje nasljednike, ali su obojica rano umrla.
Na taj način, i ovaj se forum direktno uklopio u shemu foruma u čijem se središtu nalazilo hram koji je umjesto božanstvima rimskog panteona bio posvećen vladajućoj dinastiji, kako je to bio običaj još od Cezarovog i Augustovog vremena.
Agripa je hram podigao u Nîmesu koji je bio kolonija veterana Augustova Egipatskog rata, zadnjeg u nizu građanskih ratova u kojima je nestala Rimska Republika i nastalo Carstvo.
Unatoč posveti dvama preminulim Agripinim sinovima, hram zapravo nije bio posvećen zagrobnom kultu, nego nekovrsnoj državnoj religiji, paradoksalno lišenoj njezine metafizičke strane, kojom je August pokušavao povezati različite krajeve prostranoga Carstva u kompaktnu cjelinu.

## Maison Carrée i Dioklecijanova palača u Splitu
Premda oko tri stoljeća stariji, Maison Carrée ima mnogo toga zajedničkog s arhitekturom splitske Dioklecijanove palače. To ponajprije vrijedi za vrlo bogatu dekoraciju oba zdanja koja već u Maison Carrée počinje napuštati Virtruvijevsku jednostavnost i strogost, otvarajući prostor sve većem bujanju ornamenta, koje svoj vrhunac dostiže upravo u dekoraciji sakralnih i profanih sklopova Dioklecijanove palače (Dioklecijanov mauzolej, Peristil, Kibelin hram, Jupiterov hram i dr.).

## Maison Carrée nakon pada Zapadnog Rimskog Carstva
Maison Carrée je odlično očuvan ponajviše zahvaljujući tome što se u 4. stoljeću prenamijenjen u kršćansku crkvu, pa stoga što je ostao u funkciji, nije podleglo hirovima sudbine i zubu vremena. 
Kasnije je služio i kao gradska vijećnica, arsenal, štala (za vrijeme Francuske revolucije), te kao gradski arhiv. Nakon godine 1823. je pretvoren u muzej. 

## Maison Carrée i arhitektura klasicizma
Arhitektura Maison Carréea izravno je inspirirala izgradnju glasovite klasicističke crkve La Madeleine u Parizu, koja je u vrijeme Francuske revolucije bila prenamijenjena u „Hram Slave“. Maison Carrée je inspirirao i izgradnju Kapitola Države Virginije u Richmondu (projekt Thomasa Jefersona) u SAD, gradske vijećnice u Birminghamu (projekt Josepha Hansoma), a neizravno i čitav niz drugih više ili manje poznatih klasicističkih zdanja.